# たざわ湖スキー場
たざわ湖スキー場（たざわこスキーじょう）は、秋田県仙北市の水沢温泉郷にある秋田県立のスキー場である。指定管理者制度により、第三セクターの田沢湖高原リフト株式会社が管理・運営している。秋田駒ケ岳の中腹にゲレンデがあり、すべてのコースから眼下に田沢湖を望むことができる。正式名称は、秋田県田沢湖スキー場。

## 概要
田沢湖の東部、秋田駒ケ岳の斜面にある田沢湖高原に位置し、田沢湖畔からは車で10分ほどの距離がある。田沢湖を望む景観は素晴らしいが、その一方で田沢湖から吹き上げる風で強い向かい風となることもある。スキー国体での使用実績もあり、競技向けの上級コースからスキー教室向けの初心者コースまで多彩なコースを揃える。ナイター設備あり。スノーボード可。
スキー場直下に水沢温泉郷、県道を2kmほど上がったエリアに田沢湖高原温泉郷がある。なお乳頭温泉郷はそれより奥にある。また、当スキー場の水沢リフトに隣接して「秋田県立田沢湖スポーツセンター」が整備されている（2006年、水沢温泉郷にあったものを移転改築し、高原ロッジと水沢レストハウスは統合廃止された）。
なお、「スノーワールドタザワ（旧称田沢湖ミナミスキー場）」「田沢湖高原アッスルスキー場（旧称町営田沢湖高原スキー場）」「休暇村乳頭スキー場」は本施設とはまったく別箇の施設であり連絡コースなどは存在しない。また、この3施設はすでに廃止または休止となっており、現在田沢湖エリアで営業しているスキー場は本スキー場のみである。

## 沿革
- 1969年（昭和44年）、秋田県などが開設。
- 1971年（昭和46年）、黒潮国体開催。
- 1977年（昭和52年）、全日本スキー選手権大会・アルペン競技開催。
- 1982年（昭和57年）、くにびき国体開催。
- 1984年（昭和59年）、全日本スキー選手権大会・ノルディッククロスカントリー競技開催。
- 1990年（平成2年）、ぎんれいクワッドリフト新設。初の高速リフトの誕生となる。
- 1991年（平成3年）、厚生労働大臣杯争奪 第20回全国身体障害者スキー大会開催。国外招待選手を加え最大参加者数の記念大会。
- 1992年（平成4年）、黒森山リフト・水沢パラレルリフトAB・かもしかリフトをペアリフトに架け替え。駒ヶ岳第1リフト廃止。
- 1995年（平成7年）、銀嶺第1リフト、銀嶺第2リフト廃止。
- 1996年（平成8年）、前年度に廃止された銀嶺第1リフト、銀嶺第2リフトをペアリフトに架け替え。
- 2005年（平成17年）、駒ヶ岳第2、かもしかの各リフトを廃止統合し、かもしかゲレンデにフード付き高速クワッドリフトを新設。スキーセンターとの高低差解消のために銀嶺クワッドリフトの乗り場の位置を変更。銀嶺第3リフト延長（駒ヶ岳第3リフトを統合廃止）・スキーセンター・高原ロッジ（宿泊施設）建て替えなどの大規模な改修が行われた。
- 2007年（平成19年）、秋田わか杉国体開催。ぎんれい第1リフトの経路をかもしかゲレンデにアクセスしやすいように変更（旧銀嶺第1リフト・駒ヶ岳第1リフトを兼ねる位置）。
- 2008年（平成20年）、厚生労働大臣杯争奪 第37回全国身体障害者スキー大会開催。
- 2009年（平成21年）3月、韓国ドラマ『アイリス』のロケ地となった[3][4]。
- 2010年（平成22年）2月2日、韓国ドラマ『アイリス』のロケが行われたゲレンデを「アイリスゲレンデ」と命名[5][6]。
- 2011年（平成23年）、厚生労働大臣杯争奪 第40回全国身体障害者スキー大会開催。
- 2013年（平成25年）、厚生労働大臣杯争奪 第42回全国身体障害者スキー大会開催。
- 2015年（平成27年）2月28日／3月1日 - FISフリースタイルスキー・ワールドカップモーグル競技が開催された[7]。

## ゲレンデ

### 初級
- かもしかコース
- かもしかジュニアコース
- 白樺コース
- 水沢コース（ナイターで使用される広く緩やかなコース）
- アイリスゲレンデ

### 中級
- かもしか林間コース
- 駒ヶ岳第2コース
- ぎんれいユートピアコース:左曲がりのコースで途中で急激に斜度が変化する。
- 国体コース:国体や様々な大会でよく使用されるやや右曲がりの高速ロングバーン。

### 上級
- 駒ヶ岳第3コース:上部はコブ斜面となることも多い。中段からは非常に幅の広いコースとなる。
- ぎんれい第2コース:幅の広い急斜面圧雪コース。
- ぎんれいパラダイスコース:非圧雪コース。
- 水沢チャンピオンコース:たざわ湖スキー場で最も斜度のある非圧雪ロングコース。
- 黒森山コース:コースの向きが他と違い南向きのため雪が緩みやすくコブが出来やすい難しい斜面である。一部をモーグルバーンとして使用できる（SAJ公認「黒森モーグルコース」）[8]。

## 施設
- フード付きクワッドリフト2基、ペアリフト4基
- スキーセンターレラ、レストハウスぎんれい、レストハウスかもしか、無料休憩所

## アクセス
- バス
  - JR東日本田沢湖駅から羽後交通「乳頭線」で、「たざわ湖スキー場前」下車。
- 車
  - 東北自動車道・盛岡ICから1時間。
  - 秋田自動車道・協和ICから1時間30分。
- 駐車場
  - かもしか側駐車場：1200台
  - スキーセンター側駐車場：1600台

## ギャラリー

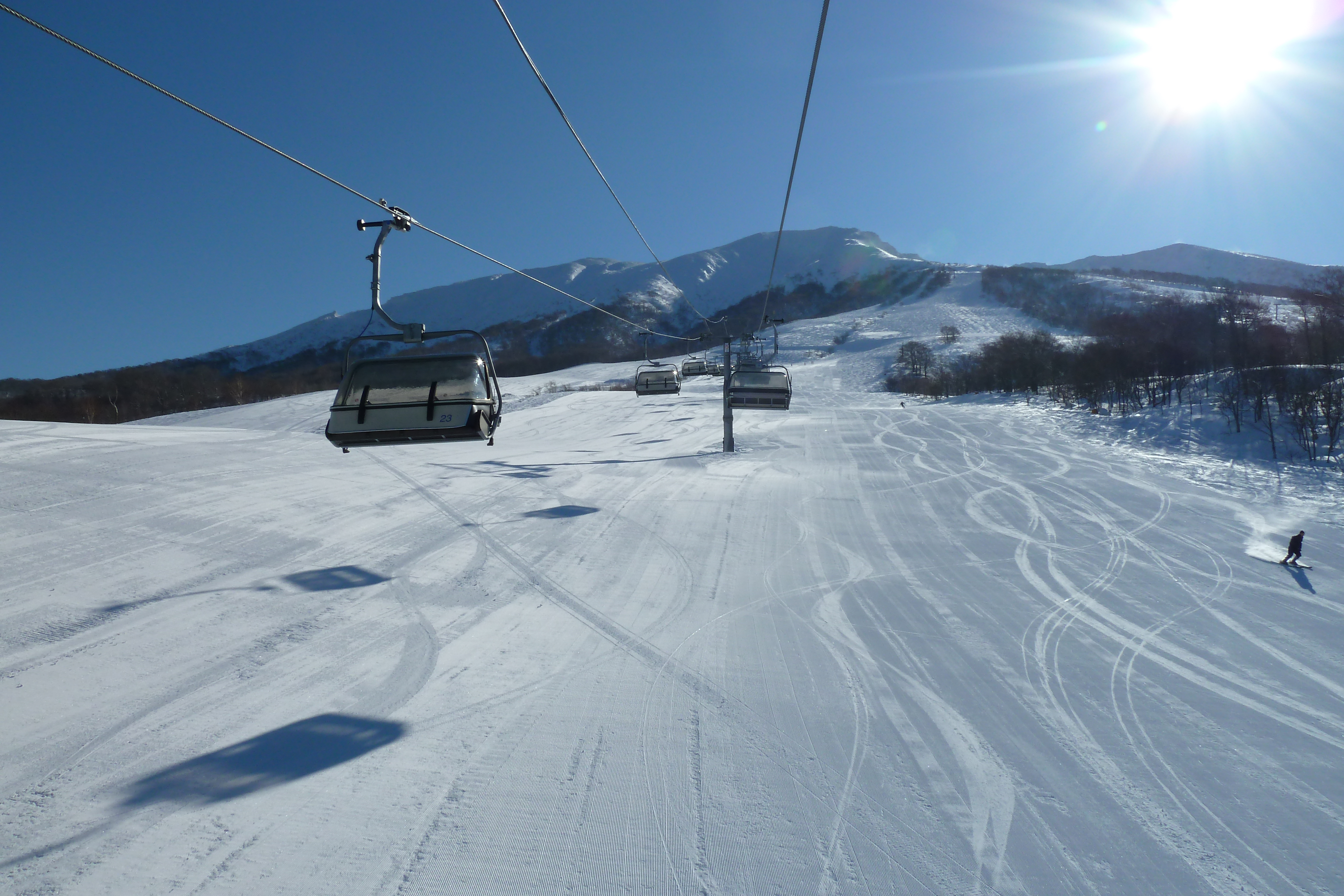
かもしかジュニアコースとかもしかコース
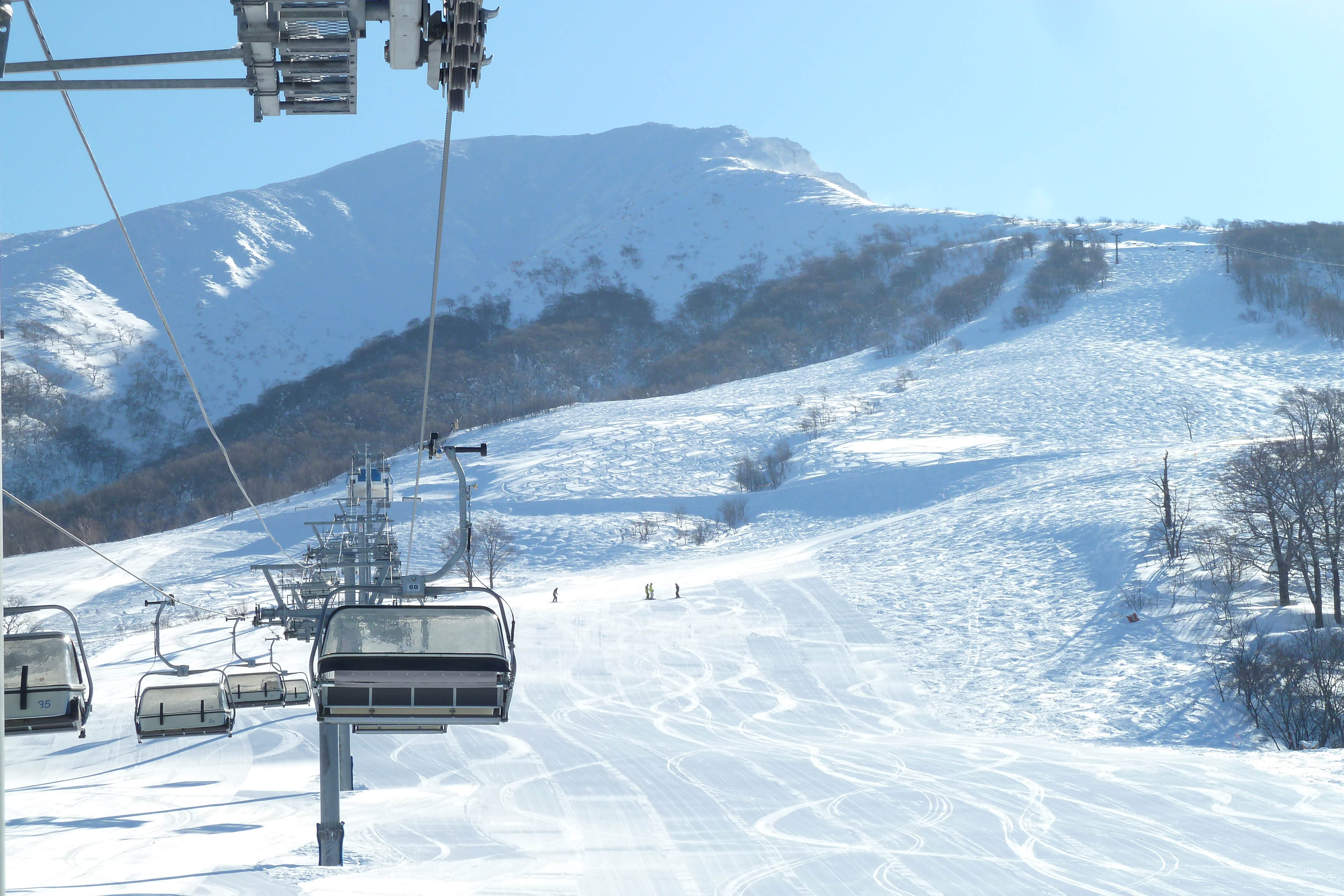
駒ヶ岳第3コースと駒ケ岳男岳を見上げる。

## 田沢湖黒森山シャンツェ
かつて、ジャンプ競技場も運営していて、第37回国民体育大会などが開催された。